# Thomas Fremantle
Sir Thomas Francis Fremantle (Aston Abbotts, 20 novembre 1765 – Napoli, 19 dicembre 1819) è stato un ammiraglio e politico inglese.
Fu attivo durante le guerre rivoluzionarie francesi e le guerre napoleoniche, dove combatté al servizio della Royal Navy.

## Biografia

### Primi anni
Thomas Francis Fremantle nacque nel 1765, terzo figlio di John Fremantle e Frances Edwards. Uno dei suoi fratelli, William Fremantle, divenne un politico. Thomas si arruolò in marina da giovanissimo: nel 1777 era già a bordo della fregata HMS Hussar. Grazie alle influenze della sua famiglia, alle numerose azioni durante la guerra d'indipendenza americana e alle sue capacità personali, fu presto promosso, divenendo tenente il 13 marzo 1782, durante un servizio in Giamaica, e comandante il 13 novembre 1790, mentre era al comando della nave HMS Spitfire.
Lo scoppio della guerra della Prima coalizione facilitò la sua promozione a capitano di vascello, che avvenne il 16 maggio 1793 a bordo della fregata HMS Tartar. Fu sempre a bordo di questa nave che venne notato per la prima volta dal futuro ammiraglio Horatio Nelson, durante l'assedio di Bastia. L'anno seguente prese il comando della fregata HMS Inconstant e fu impegnato nell'indecisa e cauta azione della flotta di Lord Hotham nel Golfo di Genova il 14 marzo 1795. In quest'occasione, usò la sua superiore velocità per ingaggiare la nave francese Ça ira, precedentemente danneggiata da una collisione. Riuscì a rallentare l'imbarcazione francese a sufficienza da permettere al resto della flotta inglese di raggiungerli e catturare la Ça ira in questione ed altre due navi francesi giunte in suo soccorso.

### Sotto gli ordini di Nelson
Su richiesta di Nelson, Fremantle si imbarcò come suo ufficiale quando il viceammiraglio fu inviato in Italia nel 1796. I due evacuarono le forze realiste in Corsica, attaccarono e catturarono diverse posizioni sulla costa, riuscendo persino a prendere il controllo dell'isola d'Elba. In una delle sue missioni, Fremantle soccorse a Livorno Elizabeth "Betsey" Wynne, una giovane donna inglese. Meno di un anno dopo i due si sposarono, con il principe Augusto come testimone di nozze. Sempre nel 1796, Nelson e Fremantle furono inviati a combattere in Spagna, a sud di Cadice e l'anno seguente a Tenerife. In questo secondo teatro di guerra, i due vennero gravemente feriti alle braccia: Nelson fu costretto all'amputazione mentre Fremantle, pur riuscendo a salvare l'arto, compromise permanentemente la sua sensibilità. Durante la convalescenza, trascorsa in Inghilterra tra le mura domestiche, Fremantle perfezionò le sue teorie sul comando efficace in mare, come dimostrato da numerose proposte che inviò all'Ammiragliato riguardanti la valutazione di piccole azioni disciplinari a bordo delle navi. Sebbene queste proposte furono inizialmente respinte, sarebbero state in seguito utilizzate come modelli dopo la revisione del sistema disciplinare a metà dell'Ottocento.

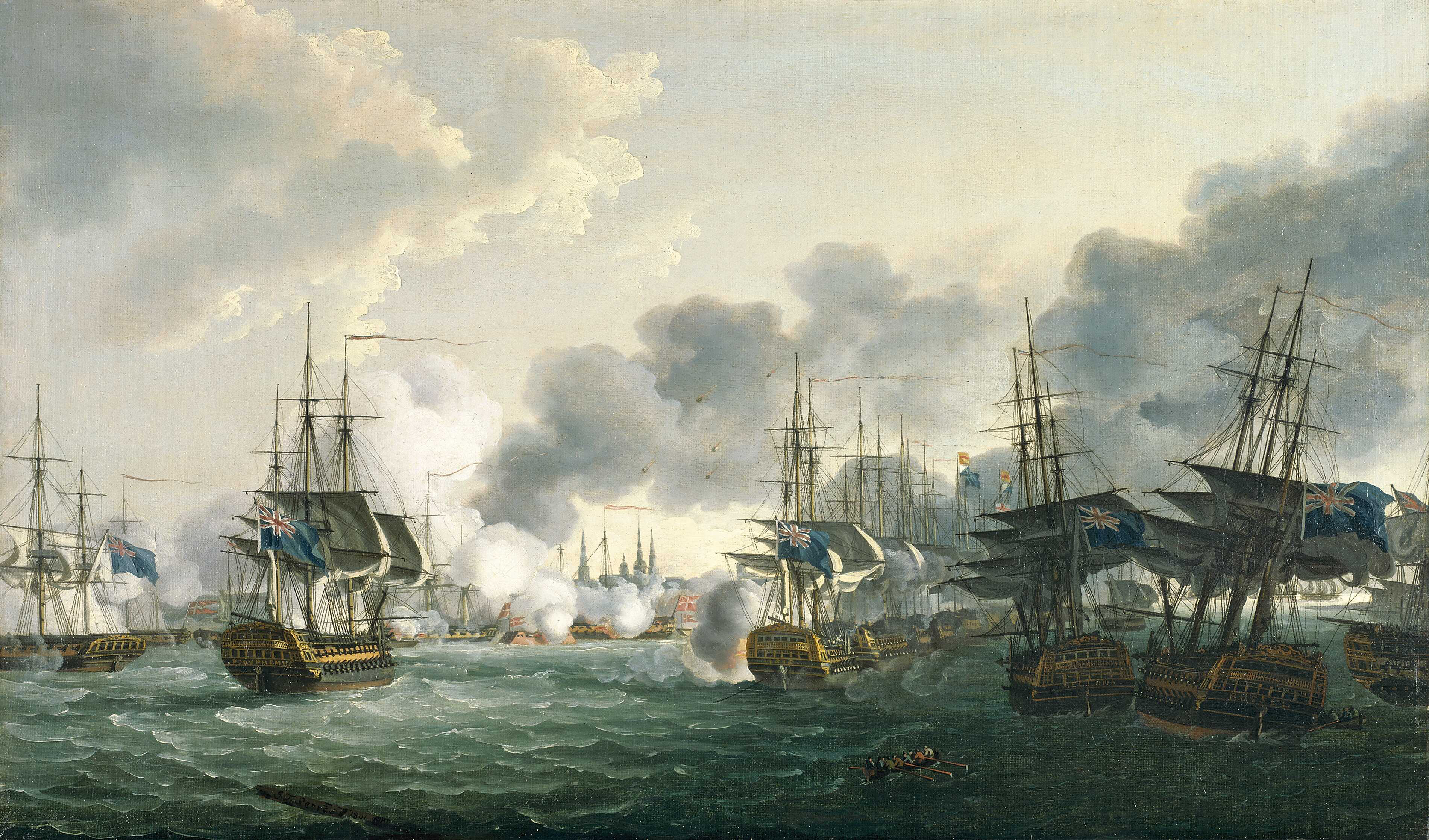
La battaglia di Copenaghen

Ad ogni modo Fremantle non rimase a lungo in patria dopo la fine della convalescenza: quando Nelson assunse il comando della flotta della Manica, lo raggiunse nell'agosto del 1800 come comandante del vascello HMS Ganges. Con questa nave ricevette ulteriori riconoscimenti per il suo servizio alla battaglia di Copenaghen nel 1801. Si dedicò anche alla politica: si candidò senza successo nella circoscrizione di Sandwich nel 1802, per poi vincerla nel 1806.
Inviato in Irlanda e poi a Ferrol nel 1803 e nel 1804, nel maggio 1805 Fremantle ricevette il comando dell'imponente HMS Neptune, un vascello da 98 cannoni, e venne assegnato al blocco di Cadice. Nella battaglia di Trafalgar di quell'ottobre, la Neptune era la terza in linea nella divisione di Nelson. Poco dopo la HMS Victory, tagliò fuori la flotta anglo-spagnola e, superando il relitto della Bucentaure, attaccò la Santissima Trinidad. Gli scontri lasciarono la Neptune con 44 vittime e la nave spagnola con oltre 300 vittime. Relativamente indenne, Neptune riuscì a trainare la danneggiata Victory fino a Gibilterra.

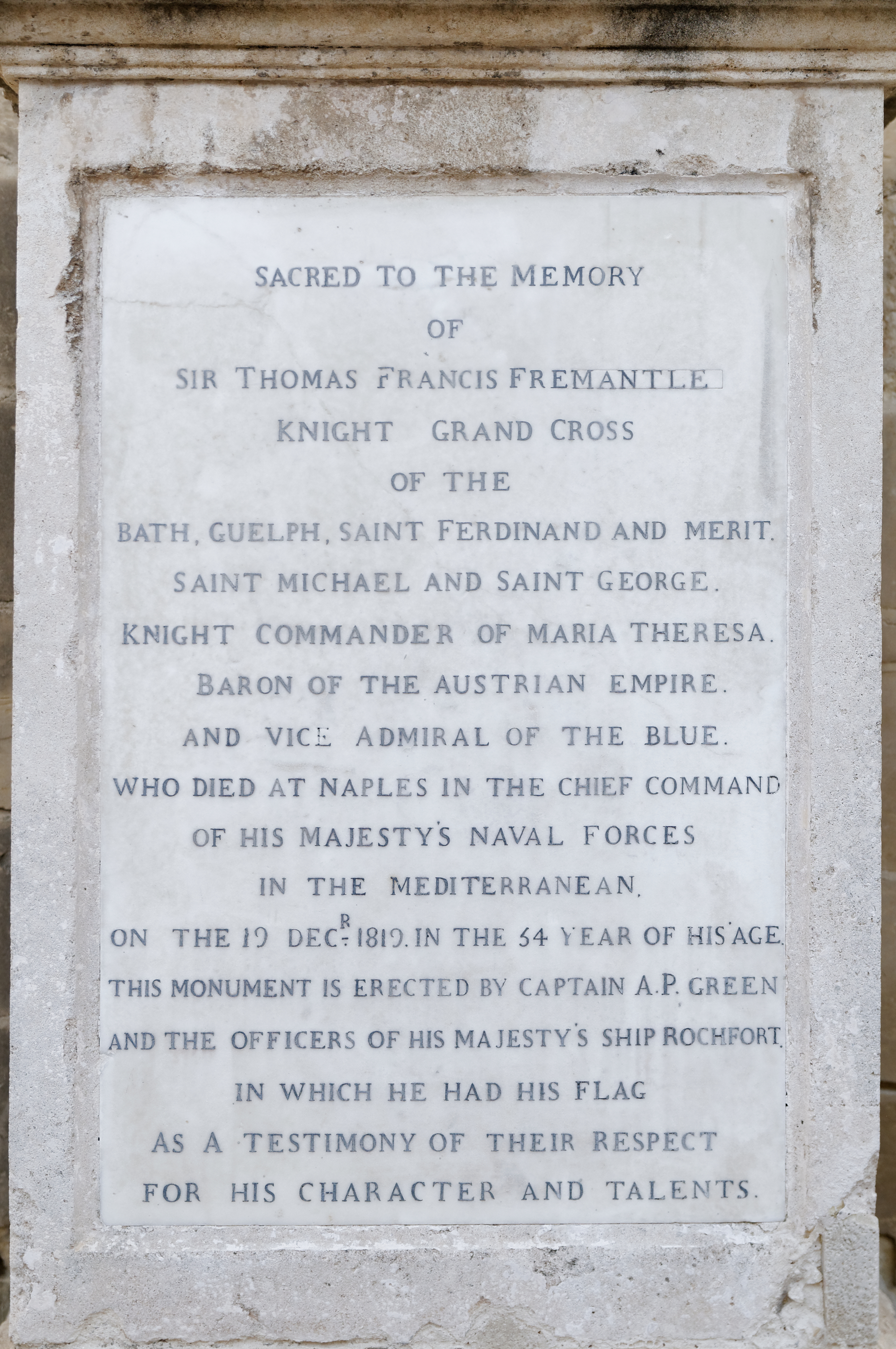
Targa dedicata a Sir Thomas Fremantle negli Upper Barrakka Gardens, La Valletta

### Ultimi anni
Fremantle trascorse i successivi cinque anni in Inghilterra, ricoprendo le cariche di membro del Parlamento per Sandwich e del Board of Admiralty nel 1806 e 1807. Negli anni successivi venne promosso a Rear-Admiral of Blue (1810), Rear-Admiral of White (1812) e Rear-Admiral of Red (1814).
Fu inviato nel Mar Adriatico, dove assunse il comando della fltta inglese ed impiegò con successo i suoi squadroni di fregate contro i francesi ed i loro alleati. Tra i suoi sottoposti vi era William Hoste, un altro pupillo di Nelson. Quando l'impero francese si arrese nel 1814, e con esso l'intera costa balcanica, si arresero a Fremantle oltre 800 navi, facendo lui guadagnare un'enorme fortuna.
Per i suoi servizi fu nominato Cavaliere di Gran Croce dell'Ordine del Bagno il 12 aprile 1815, nonché barone dell'Impero austriaco e in seguito viceammiraglio e, dal 1818, comandante in capo della flotta del Mediterraneo. Ricevette inoltre diversi titoli di cavaliere austriaci e italiani e fu iniziato all'Ordine Reale Guelfo di Hannover.
Fremantle morì nel dicembre 1819 a causa di una malattia improvvisa e fu sepolto a Napoli.

## Discendenza
Fremantle ebbe almeno quattro figli:
- Thomas Francis (1798-1890), divenuto un politico, succedette al padre nel titolo di baronetto ed in seguito ottenne il titol di Barone di Cottesloe per i servizi resi all'Inghilterra;
- Charles (1800-1869) divenne un ammiraglio inglese e gli fu dedicato il nome dell'onomina città dell'Australia Occidentale;
- William Robert (1807-1895), vicario di Ripon;
- Stephen Grenville (1810-1860), capitano della Royal Navy.[8][9]